# 街づくり区画整理協会
公益社団法人街づくり区画整理協会（まち-くかくせいりきょうかい）は、区画整理による街づくりを推進するため区画整理相談室、組合相談室、セミナー、研修会、実務参考書の発行を行う公益法人。1970年に設立した社団法人日本土地区画整理協会と1981年に設立された社団法人全国土地区画整理組合連合会が2005年に一つの法人となって再発足した。元国土交通省都市・地域整備局市街地整備課所管。

## おもな会員

### 正会員
地方公共団体：各都道府県及び指定都市
土地区画整理組合：164団体を数える
- 釧路市昭和土地区画整理組合（北海道）
- 恵庭市黄金土地区画整理組合（北海道）
- 釧路市昭和中央土地区画整理組合（北海道）
- 余市町黒川第一土地区画整理組合（北海道）
- 八戸市田向土地区画整理組合（青森県）
- 青森市大野土地区画整理組合（青森県）
- 山辺町嶋ノ前土地区画整理組合（山形県）
- 山形市嶋土地区画整理組合（山形県）
- 福島市上名倉・荒井土地区画整理組合（福島県）
- ひたちなか市六ツ野土地区画整理組合（茨城県）
- 小山市乙女下町土地区画整理組合（栃木県）
- 小山市小山東部第一土地区画整理組合（栃木県）
- 小山市小山東部第二土地区画整理組合（栃木県）
- 真岡市東光寺土地区画整理組合（栃木県）
- 真岡市長田土地区画整理組合（栃木県）
- 伊勢崎市三郷第三土地区画整理組合（群馬県）
- 伊勢崎市茂呂第二土地区画整理組合（群馬県）
- 伊勢崎市西部第二土地区画整理組合（群馬県）
- 高崎市新保・日高土地区画整理組合（群馬県）
- さいたま市土呂農住特定土地区画整理組合（埼玉県）
- さいたま市丸ケ崎土地区画整理組合（埼玉県）
- さいたま市大門第二特定土地区画整理組合（埼玉県）
- さいたま市蓮沼下特定土地区画整理組合（埼玉県）
- さいたま市台・一ノ久保特定土地区画整理組合（埼玉県）
- さいたま市内谷・会ノ谷特定土地区画整理組合（埼玉県）
- さいたま市中川第一特定土地区画整理組合（埼玉県）
- さいたま市七里駅北側特定土地区画整理組合（埼玉県）
- さいたま市大間木水深特定土地区画整理組合（埼玉県）
- さいたま市風渡野南特定土地区画整理組合（埼玉県）
- さいたま市大門上・下野田特定土地区画整理組合（埼玉県）
- さいたま市大和田特定土地区画整理組合（埼玉県）
- さいたま市大谷口・大田窪土地区画整理組合（埼玉県）
- 川口市戸塚東部特定土地区画整理組合（埼玉県）
- 川口市戸塚南部特定土地区画整理組合（埼玉県）
- 上尾市原新町土地区画整理組合（埼玉県）
- 上尾市大谷北部第二土地区画整理組合（埼玉県）
- 入間市野田土地区画整理組合（埼玉県）
- 和光市中央第二谷中土地区画整理組合（埼玉県）
- 和光市越後山土地区画整理組合（埼玉県）
- 桶川市坂田東特定土地区画整理組合（埼玉県）
- 桶川市下日出谷東特定土地区画整理組合（埼玉県）
- 桶川市坂田西特定土地区画整理組合（埼玉県）
- 三郷インターA地区土地区画整理組合（埼玉県三郷市）
- ふじみ野市駒林土地区画整理組合（埼玉県）
- 三芳町藤久保第一土地区画整理組合（埼玉県）
- 三芳町北松原土地区画整理組合（埼玉県）
- 鷲宮町西大輪特定土地区画整理組合（埼玉県久喜市）
- 東松山市市の川特定土地区画整理組合（埼玉県）
- 志木市西原特定土地区画整理組合（埼玉県）
- 富士見市勝瀬原特定土地区画整理組合（埼玉県）
- 吉川市吉川中央土地区画整理組合（埼玉県）
- 嵐山町平沢土地区画整理組合（埼玉県）
- 千葉市南部蘇我土地区画整理組合（千葉県）
- 一宮町東浪見土地区画整理組合（千葉県）
- 高岡市戸出仲之宮土地区画整理組合（富山県）
- 小矢部市石動駅南土地区画整理組合（富山県）
- 砺波市杉木土地区画整理組合（富山県）
- 金沢市副都心北部直江土地区画整理組合（石川県）
- 金沢市田上第五土地区画整理組合（石川県）
- 金沢市松村第二土地区画整理組合（石川県）
- 金沢市三池高柳土地区画整理組合（石川県）
- 金沢市戸板第二土地区画整理組合（石川県）
- 金沢市野田土地区画整理組合（石川県）
- 金沢市副都心北部大友土地区画整理組合（石川県）
- 松任駅北相木地区土地区画整理組合（石川県白山市）
- 野々市町中南部土地区画整理組合（石川県）
- 津幡町北中条地区土地区画整理組合（石川県）
- 金沢市安原中央土地区画整理組合（石川県）
- 金沢市田上本町土地区画整理組合（石川県）
- 金沢市大桑第三土地区画整理組合（石川県）
- 金沢市木曳野土地区画整理組合（石川県）
- 金沢市無量寺第二土地区画整理組合（石川県）
- 金沢市副都心北部大河端土地区画整理組合（石川県）
- 七尾市万行地区土地区画整理組合（石川県）
- 高松北西部土地区画整理組合（石川県かほく市）
- 野々市町北西部土地区画整理組合（石川県）
- 内灘町内灘北部地区土地区画整理組合（石川県）
- 岐阜市正木西部土地区画整理組合（岐阜県）
- 岐阜市則武新田土地区画整理組合（岐阜県）
- 北方町加茂土地区画整理組合（岐阜県）
- 静岡市清水三保羽衣土地区画整理組合（静岡県）
- 浜松市船明土地区画整理組合（静岡県）
- 浜松市堀出前土地区画整理組合（静岡県）
- 浜松市西都土地区画整理組合（静岡県）
- 浜松市中瀬南部土地区画整理組合（静岡県）
- 浜松市井伊谷土地区画整理組合（静岡県）
- 焼津市南部土地区画整理組合（静岡県）
- 藤枝市青木土地区画整理組合（静岡県）
- 島田市往還下土地区画整理組合（静岡県）
- 袋井市春岡土地区画整理組合（静岡県）
- 菊川市宮の西土地区画整理組合（静岡県）
- 森町天宮土地区画整理組合（静岡県）
- 掛川市洋望台土地区画整理組合（静岡県）
- 藤枝市水守土地区画整理組合（静岡県）
- 袋井市上石野土地区画整理組合（静岡県）
- 吉田町浜田土地区画整理組合（静岡県）
- 豊橋牛川西部土地区画整理組合（愛知県豊橋市）
- 豊橋柳生川南部土地区画整理組合（愛知県豊橋市）
- 岡崎真伝特定土地区画整理組合（愛知県岡崎市）
- 瀬戸品野西土地区画整理組合（愛知県瀬戸市）
- 瀬戸幡野東土地区画整理組合（愛知県瀬戸市）
- 碧南下山第二土地区画整理組合（愛知県碧南市）
- 碧南札木土地区画整理組合（愛知県碧南市）
- 豊田浄水特定土地区画整理組合（愛知県豊田市）
- 豊田宮上土地区画整理組合（愛知県豊田市）
- 常滑多屋土地区画整理組合（愛知県常滑市）
- 東海荒尾第二特定土地区画整理組合（愛知県東海市）
- 東海渡内特定土地区画整理組合（愛知県東海市）
- 弥富平島中土地区画整理組合（愛知県弥富市）
- 幸田相見特定土地区画整理組合（愛知県幸田町）
- 一宮伝法寺土地区画整理組合（愛知県一宮市）
- 春日井南気噴土地区画整理組合（愛知県春日井市）
- 春日井篠木四ツ谷土地区画整理組合（愛知県春日井市）
- 春日井神領土地区画整理組合（愛知県春日井市）
- 春日井大留上土地区画整理組合（愛知県春日井市）
- 大府一ツ屋土地区画整理組合（愛知県大府市）
- 大府共和西特定土地区画整理組合（愛知県大府市）
- 知多新知東部土地区画整理組合（愛知県知多市）
- 上重原特定土地区画整理組合（愛知県知立市）
- 尾張旭旭前城前特定土地区画整理組合（愛知県尾張旭市）
- 尾張旭北原山土地区画整理組合（愛知県尾張旭市）
- 日進米野木駅前特定（愛知県日進市）
- 日進竹の山南部特定土地区画整理組合（愛知県日進市）
- 西春鍜治ケ一色土地区画整理組合（愛知県北名古屋市）
- 長湫中部土地区画整理組合（愛知県長久手町）
- 長湫南部土地区画整理組合（愛知県長久手町）
- 阿久比宮津特定土地区画整理組合（愛知県阿久比町）
- 三好ケ丘第三特定土地区画整理組合（愛知県みよし市）
- 三好根浦特定土地区画整理組合（愛知県みよし市）
- 名古屋市茶屋新田土地区画整理組合（愛知県名古屋市）
- 荒池北土地区画整理組合（愛知県名古屋市）
- 桶狭間中部土地区画整理組合（愛知県名古屋市）
- 上志段味特定土地区画整理組合（愛知県名古屋市）
- 定納山土地区画整理組合（愛知県名古屋市）
- 大高南特定土地区画整理組合（愛知県名古屋市）
- 中志段味特定土地区画整理組合（愛知県名古屋市）
- 清水山土地区画整理組合（愛知県名古屋市）
- 水広下土地区画整理組合（愛知県名古屋市）
- 下志段味特定土地区画整理組合（愛知県名古屋市）
- 徳重北部土地区画整理組合（愛知県名古屋市）
- 八ツ松土地区画整理組合（愛知県名古屋市）
- 諸ノ木南部土地区画整理組合（愛知県名古屋市）
- 荒田土地区画整理組合（愛知県名古屋市）
- 洛北第三土地区画整理組合（京都市）
- 桃山東第二土地区画整理組合（京都市）
- 貝塚市東山丘陵土地区画整理組合（大阪府）
- 門真市石原東・幸福北土地区画整理組合（大阪府）
- 大阪市難波土地区画整理組合（大阪府大阪市）
- 寝屋川市寝屋南土地区画整理組合（大阪府）
- 門真市石原東・大倉西土地区画整理組合（大阪府）
- 伊丹市荒牧第2土地区画整理組合（兵庫県）
- 赤穂市野中・砂子土地区画整理組合（兵庫県）
- 上郡町竹万土地区画整理組合（兵庫県）
- 加古川市坂元・野口土地区画整理組合（兵庫県）
- 朝来市和田山駅南土地区画整理組合（兵庫県）
- 小郡インター流通団地土地区画整理組合（山口県）
- 大野城市乙金第二土地区画整理組合（福岡県）
- 新宮町沖田土地区画整理組合（福岡県）
- 古賀市鹿部土地区画整理組合（福岡県）
- 新宮町緑ヶ浜土地区画整理組合（福岡県）
- 熊本市画図土地区画整理組合（熊本県）
- 熊本市陳内土地区画整理組合（熊本県）
- 名護市宇茂佐第二土地区画整理組合（沖縄県）
- 沖縄市比屋根土地区画整理組合（沖縄県）

その他の団体 : 49団体
- 独立行政法人都市再生機構
- 社団法人全日本土地区画整理士会
- 千葉県市街地整備推進協議会
- 財団法人神奈川県市街地整備支援センター
- 財団法人いしかわまちづくり技術センター
- 財団法人浜松まちづくり公社
- 財団法人名古屋都市整備公社
- 財団法人大阪府都市整備推進センター
- 財団法人兵庫県まちづくり技術センター
- 社団法人奈良県都市整備センター
- 財団法人福島県区画整理協会
- 財団法人茨城県建設技術公社
- 財団法人千葉県まちづくり公社
- 財団法人東京都新都市建設公社
- 財団法人三重県建設技術センター
- 財団法人大阪市都市建設技術協会
- 財団法人神戸すまいまちづくり公社
- 社団法人新潟県都市整備協会
- 社団法人岐阜県都市整備協会
- 財団法人愛知県都市整備協会
- 財団法人さいたま市土地区画整理協会
- 財団法人広島県土地区画整理協会
- 財団法人山口県土地区画整理協会
- 財団法人大分県土地区画整理協会
- 財団法人熊本土地区画整理協会
- 財団法人鹿児島土地区画整理協会
- 宮城県土地区画整理組合連合会
- 福島県土地区画整理組合連合会
- 山形県土地区画整理組合連合会
- 茨城県土地区画整理組合連合会
- 群馬県土地区画整理組合連合会
- 栃木県土地区画整理組合連合会
- 埼玉県土地区画整理組合連合会
- 神奈川県土地区画整理組合連合会
- 東京都土地区画整理連合会
- 石川県土地区画整理組合連合会
- 富山県土地区画整理組合連合会
- 岐阜県土地区画整理組合連合会
- 静岡県土地区画整理組合連合会
- 愛知県土地区画整理組合連合会
- 豊田市土地区画整理組合連合会
- 名古屋市土地区画整理連合会
- 京都市土地区画整理組合連合会
- 大阪府土地区画整理組合連合会
- 大阪市土地区画整理組合連合会
- 兵庫県土地区画整理組合連合会
- 福岡県土地区画整理組合連合会
- 熊本県土地区画整理組合連合会
- 上本町六丁目地区（個人施行、同意施行者・近畿日本鉄道株式会社）

### 特別会員
- 独立行政法人鉄道建設・運輸施設整備支援機構国鉄清算事業用地部（計画工事課）
- 独立行政法人鉄道建設・運輸施設整備支援機構国鉄清算事業東日本支社（計画工事第2課）
- 独立行政法人鉄道建設・運輸施設整備支援機構国鉄清算事業西日本支社（用地企画課）
- 東海旅客鉄道株式会社

### 賛助会員
- 株式会社極東コンサルタント（北海道）
- 株式会社シン技術コンサル（北海道）
- 株式会社ズコーシャ（北海道）
- 株式会社タケカワ総合コンサルタント（北海道）
- 株式会社都市整備コンサルタント（北海道）
- 株式会社富士建設コンサル（北海道）
- 北王コンサルタント株式会社（北海道）
- エイト技術株式会社（青森県）
- 株式会社キタコン（青森県）
- 株式会社コサカ技研（青森県）
- 東北測量株式会社（青森県）
- 株式会社三洋設計（宮城県）
- 株式会社都市整備株式会社中村設計（秋田県）
- 三協コンサルタント株式会社（山形県）
- 株式会社田村測量設計事務所（山形県）
- 東北都市コンサル株式会社（福島県）
- 東北都市測量設計株式会社（福島県）
- 株式会社いばらき都市開発（茨城県）
- 株式会社コモン都市設計（茨城県）
- 株式会社下川設計（茨城県）
- 株式会社ミカミ（茨城県）
- 協和測量設計株式会社（栃木県）
- 晃洋設計測量株式会社（栃木県）
- 三立調査設計株式会社（栃木県）
- 株式会社篠原設計（栃木県）
- テクノ綜合開発株式会社（栃木県）
- 株式会社八興（栃木県）
- 関東測量株式会社（群馬県）
- 株式会社協和テクノ（群馬県）
- 協和補償コンサルタント株式会社（群馬県）
- 三陽測量株式会社（群馬県）
- 株式会社高崎測量（群馬県）
- 田中測量設計株式会社（群馬県）
- 都市設計株式会社（群馬県）
- 株式会社冨永調査事務所（群馬県）
- 両毛測量株式会社（群馬県）
- 株式会社オーガニック国土計画（埼玉県）
- 株式会社カクシン（埼玉県）
- カツミテクノ株式会社（埼玉県）
- 共和コンサルタント株式会社（埼玉県）
- 株式会社ジーアイエス関東（埼玉県）
- セイシン株式会社（埼玉県）
- 株式会社大洋画地（埼玉県）
- 平成都市技研株式会社（埼玉県）
- 株式会社ユウキ（埼玉県）
- 株式会社岡本設計企画（千葉県）
- 株式会社ちばとち（千葉県）
- 株式会社つくも（千葉県）
- 株式会社レック（千葉県）
- 旭調査設計株式会社（東京都）
- アジア航測株式会社（東京都）
- 株式会社アーバンウェア（東京都）
- 株式会社アルメック（東京都）
- 株式会社エックス都市研究所（東京都）
- 株式会社オオバ（東京都）
- 株式会社オリエンタルコンサルタンツ（東京都）
- 画地測量設計株式会社（東京都）
- 株式会社協和コンサルタンツ（東京都）
- 京急不動産株式会社（東京都）
- 株式会社国際開発コンサルタンツ（東京都）
- 国際航業株式会社（東京都）
- 株式会社コクドリサーチ（東京都）
- サンコーコンサルタント株式会社（東京都）
- 株式会社サン設計（東京都）
- 株式会社シビック（東京都）
- 清水建設株式会社（東京都）
- 昭和株式会社（東京都）
- 株式会社新都開発（東京都）
- 株式会社駿都市企画（東京都）
- 株式会社駿府設計（東京都）
- 株式会社セット設計事務所（東京都）
- セントラルコンサルタント株式会社（東京都）
- 大成建設株式会社（東京都）
- 大和測量株式会社（東京都）
- 大和測量設計株式会社（東京都）
- 株式会社ティーピーアイ都市計画研究所（東京都）
- 株式会社地域総合計画研究所（東京都）
- 株式会社東急設計コンサルタント（東京都）
- 財団法人東京土地区画整理推進協会（東京都）
- 東武計画株式会社（東京都）
- 株式会社都市計画センター（東京都）
- 株式会社都市総合計画（東京都）
- 株式会社トデック（東京都）
- 株式会社中庭測量コンサルタント（東京都）
- ニチレキ株式会社（東京都）
- 株式会社日建設計シビル（東京都）
- 株式会社日測（東京都）
- 日本ゼニスパイプ株式会社（東京都）
- 日本総合補償鑑定株式会社（東京都）
- 日本測地設計株式会社（東京都）
- 株式会社日本都市総合研究所（東京都）
- 株式会社NIPPOコーポレーション（東京都）
- 野村不動産株式会社（東京都）
- 株式会社八州（東京都）
- パシフィックコンサルタンツ株式会社（東京都）
- 株式会社パスコ（東京都）
- 株式会社東日本エンジニアリング（東京都）
- 株式会社建設技術研究所（東京都）
- 福岡都市技術株式会社・福岡土地区画整理株式会社（東京都）
- 株式会社フジタ（東京都）
- 株式会社双葉（東京都）
- 三井住友海上火災保険株式会社（東京都）
- 三井住友建設株式会社（東京都）
- 三井不動産株式会社（東京都）
- 株式会社三菱地所設計（東京都）
- 株式会社ヤチホ（東京都）
- 八千代エンジニヤリング株式会社（東京都）
- 株式会社URリンケージ（東京都）
- ライベスト株式会社（東京都）
- 株式会社ランド・コンサルタント（東京都）
- ランドブレイン株式会社（東京都）
- ランドマーク株式会社（東京都）
- 神奈川調査設計株式会社（神奈川県）
- 全国農業協同組合連合会神奈川県本部（神奈川県）
- 株式会社湘南（神奈川県）
- 株式会社創和測量コンサルタンツ（神奈川県）
- 日本都市整備株式会社（神奈川県）
- プレキャスト雨水地下貯留施設協会（神奈川県）
- 株式会社森下測量設計（神奈川県）
- 朝日航洋株式会社（新潟県）
- 株式会社エス・ティー設計（新潟県）
- 株式会社桑原測量社（新潟県）
- 株式会社清水都市設計（新潟県）
- 株式会社総合都市開発（新潟県）
- 株式会社都計（新潟県）
- 株式会社国土開発センター（石川県）
- 株式会社東洋設計（石川県）
- 株式会社日本海コンサルタント（石川県）
- 株式会社北陸開発設計（石川県）
- 株式会社サンワコン（福井県）
- 株式会社シティー計画（山梨県）
- 昭和測量株式会社（山梨県）
- 新都市設計株式会社（山梨県）
- 株式会社日本都市設計（山梨県）
- 黒田整地開発株式会社（長野県）
- 株式会社帝国建設コンサルタント（岐阜県）
- 丸栄コンクリート工業株式会社（岐阜県）
- 株式会社フジヤマ（静岡県）
- 株式会社愛知土地区画整理綜合事務所（愛知県）
- 株式会社石田技術コンサルタンツ（愛知県）
- 株式会社協同コンサルタント（愛知県）
- 株式会社新日（愛知県）
- 玉野総合コンサルタント株式会社（愛知県）
- 中央コンサルタンツ株式会社（愛知県）
- 中部地域整備株式会社（愛知県）
- 株式会社つかもと（愛知県）
- 株式会社名邦テクノ（愛知県）
- 三重測量設計株式会社（三重県）
- 株式会社新洲（滋賀県）
- キタイ設計株式会社（滋賀県）
- 株式会社エース（京都府）
- 内外エンジニアリング株式会社（京都府）
- 牧草コンサルタンツ株式会社（京都府）
- 株式会社かんこう（京都府）
- 京阪電気鉄道株式会社（京都府）
- 晃和調査設計株式会社（京都府）
- 株式会社地域計画建築研究所大阪事務所（大阪府）
- 株式会社テン設計（大阪府）
- 都市開発コンサルタント株式会社（大阪府）
- 南海カツマ株式会社（三重県）
- 阪急電鉄株式会社（大阪府）
- パシフィックコンサルタンツ株式会社大阪本社（大阪府）
- 株式会社URサポート（大阪府）
- 株式会社立地評価研究所（大阪府）
- 株式会社新都市二十一（奈良県）
- 西谷技術コンサルタント株式会社（鳥取県）
- 株式会社ウエスコ（岡山県）
- 株式会社エイト日本技術開発（岡山県）
- 復建調査設計株式会社（広島県）
- 下関測量株式会社（山口県）
- 都市開発コンサルタント株式会社（高知県）
- 株式会社九州都市整備センター（福岡県）
- 株式会社拓研コンサルタント（福岡県）
- 第一復建株式会社（福岡県）
- 都市企画センター株式会社（福岡県）
- 株式会社プランドゥ（福岡県）
- 有限会社創都設計コンサルタント（熊本県）
- 株式会社星工務所（大分県）
- 株式会社アジア測量設計（沖縄県）
- 社団法人沖縄建設弘済会（沖縄県）
- 株式会社与那嶺測量設計（沖縄県）